# Progress MS-29
Progress MS-29 (ryska: Прогресс МС-29) eller som NASA kallar den, Progress 90 eller 90P, är en flygning av en rysk obemannad rymdfarkost för att leverera förnödenheter, syre, vatten och bränsle till Internationella rymdstationen (ISS). Den sköts upp med en Sojuz-2.1a-raket, från Kosmodromen i Bajkonur, den 21 november 2024.
Två dagar senare dockade den med rymdstationens Pojsk modul.
Farkosten lämnade rymdstationen den 1 juli 2025 och brann upp i jordens atmosfär några timar senare.

### Fotnoter
1. ↑  ”NASA Space Science Data Coordinated Archive” (på engelska). NASA. https://nssdc.gsfc.nasa.gov/nmc/spacecraft/display.action?id=2024-215A. Läst 3 juli 2025.
2. 1 2  ”Russian space program in 2024” (på engelska). Anatoly Zak. 9 november 2024. http://www.russianspaceweb.com/2024.html. Läst 9 november 2024.